# Donald Trumps præsidentkampagne i 2016
Donald Trumps præsidentkampagne i 2016 blev formelt lanceret den 16. juni 2015 i Trump Tower i New York City. Trump endte med at blive den republikanske præsidentkandidat ved valget i 2016, efter at have vundet flest delstatslige primærvalg, caucuses og delegerede ved det Republikanske Nationale Konvent i 2016. Han valgte Mike Pence, den siddende guvernør i Indiana, som sin vicepræsidentkandidat. Den 8. november 2016 blev Trump og Pence valgt til præsident og vicepræsident i USA. Trumps populistiske synspunkter i opposition til illegal immigration og forskellige handelsaftaler, såsom Trans-Pacific Partnership, gav ham støtte blandt særligt vælgere, der var mænd, hvide, arbejderklasse og dem uden universitetsgrader. Mange vælgere i Rustbæltet – som gav Trump de valgstemmer, der var nødvendige for at vinde præsidentposten – skiftede fra at støtte Bernie Sanders til Trump, efter at Hillary Clinton vandt den demokratiske nominering.
Mange af Trumps bemærkninger var kontroversielle og hjalp hans kampagne med at opnå en omfattende medie-dækning, herunder gik bemærkninger ofte viralt på diverse sociale medier. Trumps kampagneevents (engelsk: "rallies") tiltrak store folkemængder såvel som offentlig kontrovers.
Trumps foragt for politisk korrekthed var et hovedtema i hans kampagne og viste sig populær blandt hans tilhængere. Nogle, herunder nogle mainstream-kommentatorer og nogle fremtrædende republikanere, betragtede ham som appellerende til racisme. Denne anklage har Trump dog selv gentagne gange afvist. Trumps mest polariserende og udbredt politiske mærkesag handlede om immigration og grænsesikkerhed. Her forslog han blandt andet deportation af alle illegale immigranter, en konstruktion af en betydelig mur på grænsen mellem Mexico og USA som Mexico skulle betale for, han karakteriserede mange illegale mexicanske immigranter som "kriminelle, narkohandlere, voldtægtsmænd osv.", og et midlertidigt forbud mod, at udenlandske muslimer kunne rejse ind i USA. Efter en betydelig modreaktion til sidstnævnte forbud ændrede han efterfølgende "Trump-rejseforbuddet" til at gælde for personer, der kom fra lande, som han beskrev som havde en historik for terrorisme mod USA eller dets allierede. Dette blev også kritiseret for at udelukke lande, som USA har betydelige økonomiske forbindelser med, såsom Saudi-Arabien.
Modstanden mod Trump voksede under hans kampagne blandt både republikanere (der anså Trump som uigenkaldeligt skadelig for partiet og dets chancer for at vinde valg under og efter 2016, hvilket afstedkom dannelsen af en "Never Trump"-bevægelse blandt disse republikanere) og demokrater (der fordømte Trumps anti-immigrant og anti-muslimske politikker, hans adfærd over for kritikere, hans behandling af medierne og hans støtte fra det etno-nationalistiske alt-right). Selvom nogle fremtrædende republikanske ledere afviste at støtte Trump, efter at han vandt den republikanske nominering, viste mange republikanske kongresmedlemmer støtte til Trump og hans politiske holdninger på trods af store personlige eller politiske konflikter med ham. Nogle sådanne tilhængere af Trumps kampagne blev anklaget af både konservative og liberale for at prioritere partiloyalitet og undgå fremmedgørelse af Trump-tilhængere for at sikre genvalg og derved afholde sig fra at fordømme Trumps handlinger.